# Les Ailes de la colombe (film, 1981)
Cet article concerne le film de Benoît Jacquot. Pour le film de Iain Softley, voir Les Ailes de la colombe.
Pour les articles homonymes, voir Les Ailes de la colombe.
Pour plus de détails, voir Fiche technique et Distribution.
Les Ailes de la colombe est un film dramatique italo-français réalisé par Benoît Jacquot et sorti en 1981.
C'est une adaptation du roman Les Ailes de la colombe de Henry James.

## Synopsis
Une jeune femme met sur pied un plan diabolique : elle mariera son compagnon à une fortunée héritière sur le point de mourir pour être riche à son tour. C'est à Venise qu'elle décide d'effectuer cette machination...

## Fiche technique
- Titre : Les Ailes de la colombe
- Réalisation : Benoît Jacquot, assisté de Laurent Perrin
- Scénario : Florence Delay, Peter Handke, Benoît Jacquot, Wim Wenders, d'après le roman Les Ailes de la colombe (The Wings of the Dove) d'Henry James
- Costumes : Christian Gasc
- Photographie : Ennio Guarnieri
- Montage : Dominique Auvray
- Musique : Laurent Petitgand, Philippe Sarde
- Son : Michel Vionnet
- Production : Maurice Bernart, Claudio Biondi
- Société de production : Prospectacle, SFPC (Société française de Production cinématographique), France 3 Cinéma, ITF Polytel Italiana
- Société de distribution : Gaumont
- Pays de production :  France -  Italie
- Format : Couleurs - 2,35:1 – 35 mm
- Genre : drame
- Durée : 103 minutes
- Date de sortie : France : 6 mai 1981
- Affiche : René Ferracci (France)

## Distribution
- Isabelle Huppert : Marie
- Dominique Sanda : Catherine Croy
- Michele Placido : Sandro
- Loleh Bellon : Suzanne Berger
- Françoise Christophe : La mère de Marc
- Paul Le Person : Le père de Catherine
- Odile Michel : La sœur de Catherine
- Jean Sorel : Lukirsh
- Gérard Falconetti : Marc
- Veronica Lazar
- Danilo Mattei

## Diffusion
En 2024, à la suite d'accusations de viol et d'agressions sexuelles par quatre actrices (Judith Godrèche, Julia Roy, Vahina Giocante et Isild Le Besco), la Cinémathèque française déprogramme la diffusion de Suzanna Andler et Les Ailes de la colombe, deux films de Benoît Jacquot.